# Panayiótis Rétsos
Panayiótis Rétsos (grec moderne : Παναγιώτης Ρέτσος), né le 9 août 1998 à Johannesbourg (Afrique du Sud), est un footballeur international grec qui évolue au poste de défenseur à l'Olympiakos.

## Biographie

### En club
Il participe à la Ligue des champions et à la Ligue Europa avec l'équipe de l'Olympiakos.
Le 31 janvier 2020, Rétsos est prêté pour six mois à Sheffield United. Il ne participe qu'à un seul match avec le club anglais avant de retourner à Leverkusen à l'issue de la saison.
Le 5 octobre 2020, Rétsos est prêté pour une saison avec option d'achat à l'AS Saint-Étienne.
Fin août 2022, il retourne dans le championnat grec et le club de ses débuts, l'Olympiakós. En mai 2024, il remporte la Ligue Conférence avec le club, sur le score de 1-0 contre la ACF Fiorentina (a.p.).

### En équipe nationale
Avec les moins de 17 ans, il participe au championnat d'Europe des moins de 17 ans en 2015. Lors de cette compétition, il joue trois matchs : contre la Russie, l'Écosse, et la France.

## Statistiques
| Saison                | Club                    | Championnat           | Championnat | Championnat | Coupe nationale | Coupe nationale | Coupe de la Ligue | Coupe de la Ligue | Compétition(s) continentale(s) | Compétition(s) continentale(s) | Compétition(s) continentale(s) | Total | Total |
| Saison                | Club                    | Division              | M.          | B.          | M.              | B.              | M.                | B.                | Comp.                          | M.                             | B.                             | M.    | B.    |
| 2016-2017             | Olympiakos              | Superleague           | 18          | 0           | 8               | 0               | -                 | -                 | C3                             | 8                              | 0                              | 34    | 0     |
| 2017-2018             | Olympiakos              | Superleague           | 2           | 0           | -               | -               | -                 | -                 | C1                             | 4                              | 0                              | 6     | 0     |
| Sous-total            | Sous-total              | Sous-total            | 20          | 0           | 8               | 0               | -                 | -                 | -                              | 12                             | 0                              | 40    | 0     |
| 2017-2018             | Bayer Leverkusen        | Bundesliga            | 24          | 1           | 4               | 0               | -                 | -                 | -                              | -                              | -                              | 28    | 1     |
| 2018-2019             | Bayer Leverkusen        | Bundesliga            | -           | -           | -               | -               | -                 | -                 | C3                             | 1                              | 0                              | 1     | 0     |
| 2019-2020             | Bayer Leverkusen        | Bundesliga            | 3           | 0           | 1               | 0               | -                 | -                 | C1                             | 2                              | 0                              | 6     | 0     |
| 2021-2022             | Bayer Leverkusen        | Bundesliga            | 4           | 0           | 1               | 0               | -                 | -                 | C3                             | 3                              | 0                              | 8     | 0     |
| Sous-total            | Sous-total              | Sous-total            | 31          | 1           | 6               | 0               | -                 | -                 | -                              | 6                              | 0                              | 43    | 1     |
| 2019-2020             | Sheffield United (prêt) | Premier League        | -           | -           | 1               | 0               | -                 | -                 | -                              | -                              | -                              | 1     | 0     |
| 2020-2021             | AS Saint-Étienne (prêt) | Ligue 1               | 4           | 0           | -               | -               | -                 | -                 | -                              | -                              | -                              | 4     | 0     |
| Sous-total            | Sous-total              | Sous-total            | 4           | 0           | 1               | 0               | -                 | -                 | -                              | -                              | -                              | 5     | 0     |
| 2021-2022             | Hellas Vérone           | Serie A               | 5           | 0           | -               | -               | -                 | -                 | -                              | -                              | -                              | 5     | 0     |
| 2022-2023             | Hellas Vérone           | Serie A               | 2           | 0           | -               | -               | -                 | -                 | -                              | -                              | -                              | 2     | 0     |
| Sous-total            | Sous-total              | Sous-total            | 7           | 0           | 0               | 0               | 0                 | 0                 | -                              | 0                              | 0                              | 7     | 0     |
| Total sur la carrière | Total sur la carrière   | Total sur la carrière | 62          | 1           | 15              | 0               | -                 | -                 | -                              | 18                             | 0                              | 95    | 1     |

## Palmarès

### En club
- Olympiakos
  - Champion de Grèce en 2017 et 2025.
  - Vainqueur de la Coupe de Grèce en 2025
  - Vainqueur de la Ligue Conférence en 2024

### Distinction personnelle
- Meilleur jeune joueur du championnat de Grèce en 2017.